# Agapito Colona
Agapito Colona (em italiano:  Agapito Colonna; Roma, c. 1320/1325 — Roma, 3 ou 11 de outubro de 1380) foi um importante prelado católico do século XIV.

## Biografia
D. Agapito Colona era membro da poderosa família italiana dos Colonna (da qual saíram vários cardeais e viria a sair o Papa Martinho V, no começo do século seguinte), era filho de Pietro Colonna, chamado Sciarretta, Senador de Roma, e neto paterno de Sciarra Colonna e de sua mulher, uma Orsini. Entre seus irmãos, estava Stefano Colonna, Protonotário Apostólico, Preboste de Saint Omer e Cardeal eleito junto com Agapito, mas falecido na altura da sua nomeação.
Agapito era licenciado em Direito e foi soldado em sua juventude. Entrou no estado eclesiástico e tornou-se capelão papal. Arquidiácono de Bolonha e recebeu as ordens menores. Eleito bispo de Ascoli Piceno pelo Papa Urbano V em 21 de julho de 1363; transferido para a sé de Bréscia em 22 de outubro de 1369. Legado na Alemanha perante o imperador Carlos IV. Legado em Portugal e Castela; obteve a assinatura do tratado de paz entre os dois reinos em março de 1371. Transferido para a sé de Lisboa em 11 de agosto de 1371, sob o Papa Gregório XI. Acompanhou o papa de Avinhão a Roma. Perseguido em 1378 por ter seguido o Papa Urbano VI.
No consistório de 18 de setembro de 1378, foi criado cardeal-presbítero, do título de Santa Prisca, pelo Papa Urbano VI. Nomeado legado na Toscana, Lombardia e Veneza para restabelecer a paz entre Gênova e Veneza; ele não teve sucesso em sua missão.
Cardeal Agapito Colona morreu em outubro de 1380, em Roma. Sepultado sob a calçada diante do altar-mor da Basílica de Santa Maria Maior, aos pés de seu pai.